# Vlaamsch Nationaal Verbond

De vlag van het VNV, ontworpen in 1935, bevatte de kleuren oranje/wit/blauw, de bekende livreikleuren van Willem van Oranje. De driehoek stond voor de delta van de grote rivieren van de Nederlanden: de Schelde, de Maas en de Rijn. De cirkel staat voor de eenheid in de Lage Landen. Tijdens Wereldoorlog II was er ook een zwarte/wit/rode versie. Geënt op de vlag van Duitsland toentertijd.

Het Vlaamsch Nationaal Verbond of VNV is een voormalige radicaal-Vlaams-nationalistische, met nazi-Duitsland sympathiserende Nieuwe Orde-partij, opgericht op 8 oktober 1933 door Staf Declercq. Tijdens de Tweede Wereldoorlog collaboreerde ze officieel met de Duitse bezetter. Een klein deel keerde zich echter af van de collaboratie.

## Geschiedenis

### Voor de oorlog
Nadat Staf Declercq, een Vlaams-nationaal Kamerlid van de Frontpartij uit het Pajottenland, in november 1932 niet herkozen werd, probeerde hij in 1933 tot een concentratie te komen van de verschillende Vlaams-nationalistische groeperingen die Vlaanderen op dat moment rijk was. Uiteindelijk slaagde hij in zijn opzet; hij moest daarbij evenwel rekening houden met zeer uiteenlopende vleugels, gaande van gematigd tot uiterst rechts. Het programma, dat gepubliceerd werd op 8 oktober 1933, was een compromis dat lichtjes in het voordeel van de radicalen uitviel en waarin vooral de nadruk lag op de hereniging met alle Nederlanden in een Groot-Nederlands staatsverband. Sommige groepen, zoals de Limburgse gematigde Katholieke Vlaamse Volkspartij, traden niet toe.
Staf Declercq liet zich bijstaan door de Raad van Leiding, bestaande uit Hendrik Elias, Reimond Tollenaere, Gérard Romsée en Ernest Van den Berghe. Zelf liet hij zich den Leider noemen. Op 23 oktober 1940 wordt deze Raad van Leiding uitgebreid met Frans Daels, Edgard Delvo, Jeroom Leuridan en Raymond Speleers. Iets later werd ook Jan Timmermans lid.
Onder de naam Vlaams Nationaal Blok nam het VNV op 24 mei 1936 voor het eerst deel aan de verkiezingen. Het succes bleef niet uit: het VNV haalde zestien zetels binnen. Ook Rex haalde 21 Kamerzetels binnen (naast twaalf zetels in de Senaat), wat de socialistische Belgische Werkliedenpartij overhaalde om van antifascisme een kernpunt van hun programma te maken. Op 6 oktober 1936 wordt met REX-Vlaanderen een akkoord gesloten waarin beide partijen ijveren voor een gefederaliseerd België onder de troon van Leopold III. In 1937 slaagde het VNV erin, mede door tussenkomst van de bekende orangist en Groot-Nederlandpromotor Pieter Geyl en Carel Gerretson die de intriges binnen de Vlaamse Beweging van dat moment niet doorgrondden, de Frontpartij, een sociaal-Vlaamsgezinde partij, in te lijven. Herman Vos, boegbeeld van de Frontpartij, stapte daarop over naar de BWP. Het is tevens vanaf april 1937 dat het VNV van het Duits ministerie van Propaganda een maandelijkse toelage begint te ontvangen van omgerekend zo'n 5.000 euro. Bij de verkiezingen van april 1939 behaalde het VNV 1 zetel winst in Antwerpen, maar bleef status quo in de rest van Vlaanderen. REX, daarentegen, viel terug op vier zetels in de Kamer en een in de Senaat.
Begin 1939 werd de Duitse steun verhoogd tot omgerekend 15.000 euro per maand. In een verkiezingspamflet van 1939 werd echter niets vermeld van deze steun, integendeel, het pamflet stelt:
«Welnu, wij, Vlaamsche Nationalisten, wij zeggen: wij hebben twintig jaar gevochten voor het 'Los van Frankrijk', wij zullen met dezelfde hardnekkigheid vechten voor het 'Los van Duitschland'. Moest Hitler het in zijn bol krijgen, hier een voet probeeren te zetten, dan zullen wij in de eerste rangen staan om met ons lijf een levende borstweer te vormen tegen gebeurlijke overrompeling.»

### Tweede Wereldoorlog
Op 10 mei 1940 werden alle kaarten opnieuw geschud. Duitsland viel België binnen, en hoewel het VNV tevoren nog had opgeroepen tegen een mogelijke collaboratie (Geen tweede activisme), bood Staf Declercq toch zijn diensten aan aan de Duitsers. Voor het VNV was de bezetting door de Duitsers de kans om uit de Belgische ketenen te breken en onder de vleugels van het Derde Rijk een onafhankelijk Vlaanderen te bekomen. In augustus 1940 werd de geüniformeerde afdeling van het VNV, de Grijze Brigade geleid door Herman van Ooteghem, omgedoopt tot de Zwarte Brigade en later de Dietsche Militie - Zwarte Brigade. Op 10 november 1940 maakte Staf Declercq in een redevoering publiekelijk bekend dat het VNV zich ter beschikking stelde van de Duitsers en gaf hij zijn vertrouwen aan de Führer Adolf Hitler.
Het VNV steunde direct de vervolging der Joden en sloeg volledig de Nieuwe Orde-richting in, zoals blijkt uit deze redevoering:
«Vlaanderen moet inschakelen in de Nieuwe Orde, geboren uit de nationaal-socialistische revolutie. Het VNV stelt zich ten doel het vestigen van de nieuwe orde in Vlaanderen. [...] Deze nieuwe politieke orde dient gevestigd te zijn, eensdeels op het beginsel van het leiderschap, andersdeels op het uitschakelen en verwerpen van alle instellingen (onder andere het Parlement), groeperingen (onder andere vakbonden) of uitingen die de organische eenheid der Volksgemeenschap aantasten of ondermijnen. [...] Ondertusschen hebben wij nog andere plichten te vervullen: a) Bekamping der hetze; b) Bekamping van den woeker; c) Strijd tegen de Joden.»
De overeenkomst met de Duitse militair bestuurder van België dwong het VNV wel om het herenigen van Dietsland niet meer te propageren en in plaats daarvan aan te sturen op een eventuele aansluiting van Vlaanderen bij Duitsland (tot Groot-Duitsland).
Het VNV verkreeg het recht om als enige politieke partij manifestaties te organiseren. Het VNV ronselde vanaf 20 april 1941 actief manschappen voor de Waffen-SS, iets wat tot dan uitsluitend door de Algemeene SS-Vlaanderen werd verricht en waarbij ook in datzelfde jaar de DeVlag zich aansloot. Op 5 mei 1941 smolten het Verdinaso en Rex-Vlaanderen onder druk van de Duitse bezetter samen met het VNV tot de Eenheidsbeweging VNV. Ondertussen verwierf DeVlag (Duits-Vlaamse Arbeidersgemeenschap, de organisatie die uiteindelijk op het einde van de oorlog de politieke strijd zou winnen) de steun van de SS en verwerd zo tot geduchte concurrent van het VNV. In Wallonië werd Rex de enige partij.
Nazi-Duitsland viel op 22 juni de Sovjet-Unie binnen. En op 7 juli 1941, 1 dag nadat Léon Degrelle al de vorming van een Waals Legioen had aangekondigd, kondigde Staf De Clercq zelf ook de oprichting van een Vlaams Legioen aan. Op 4 november 1941 beschouwde de Duitse legerleiding de opleiding van het Vlaams Legioen als voltooid en werd de eenheid naar het Russisch front gestuurd. Op 22 januari 1942 sneuvelde VNV-er en SS-Untersturmführer of onderluitenant van het Vlaams Legioen Reimond Tollenaere, door bevriend artillerievuur van een divisie van Spaanse vrijwilligers. Tollenaere werd door Staf Declercq steeds gezien als zijn mogelijke opvolger. Na Tollenaeres dood trok ook zijn jongere broer Leo (1917-1984) met het Vlaams Legioen naar het front.
Op 13 augustus 1942 vertrok het eerste konvooi uit Mechelen naar Auschwitz en meldde de VNV-krant Volk en Staat:
«De zuiveringsmaatregelen tegen de joden volgen mekaar sterker op en worden met de dag strenger toegepast. Het schijnt zo dat we stilaan rondom onze redactiekantoren weer ruimer zullen kunnen ademhalen en nu er week na week huizen en appartementen in de buurt leegkomen kunnen we tenminste eens rustig van huis naar kantoor en van kantoor naar huis wandelen.»
Ondertussen had het VNV, met de steun van de bezetter, de bijna volledige bestuurlijke controle over de Vlaamse steden en gemeenten verworven. Eind december 1940 werd Hendrik Elias benoemd tot burgemeester van Gent. En minder dan 2 jaar later waren er 500 VNV-burgemeesters in Vlaanderen, de meeste benoemd door een secretaris-generaal en gouverneurs die ook tot het VNV behoorden.
Op 22 oktober 1942 overleed Declercq. Hij werd opgevolgd door de meer gematigde Hendrik Elias. Elias bleef manschappen ronselen voor het oostfront en voer resoluut een koers die erin bestond zo veel mogelijk de Militärverwaltung onder Alexander von Falkenhausen te begunstigen t.o.v. de SS, die meer de kant koos van de DeVlag en de Algemeene SS-Vlaanderen, hoewel von Falkenhausen resoluut koos voor een belgicistische aanpak.
Het VNV raakte echter meer en meer in de collaboratie betrokken en had steeds minder voeling met de gewone man. Toen Hitler de knoop dan definitief doorhakte en Jef Van de Wiele van de DeVlag tot landsleider van Vlaanderen benoemde, verloor het VNV alle macht. In april 1944 bedroeg het ledenaantal van het VNV nog maar 10.000, een vierde van twee jaar daarvoor. Het was ook in 1942 en 1943 dat het verzet aanslagen begon te plegen tegen de collaborateurs van het VNV. In 1942 werden zes VNV'ers vermoord en tijdens de maanden oktober-november werden dertien bomaanslagen gepleegd tegen het VNV. In 1943 werden 57 VNV-leden vermoord door het verzet. Het VNV zelf spoorde, middels zijn geheime inlichtingendienst, verzetslieden op en liquideerde hen.

### Na de oorlog
Tijdens de repressie na de oorlog werden de kopstukken van het VNV berecht en bijna allen veroordeeld. Hendrik Elias maakte in gevangenschap (tot 1959 toen hij om gezondheidsredenen in vrijheid werd gesteld) nog opgang als auteur van diverse geschiedkundige werken: zijn politieke memoires en werken over de Vlaamse Beweging. Frans Van der Elst, oprichter van de Volksunie, bezocht hem regelmatig in de cel en beriep zich op de federalistische zienswijze van Elias bij het opzetten van deze partij. Op 2 februari 1973 overleed Elias te Ukkel.

## Politiek
Het VNV herbergde verschillende strekkingen, van gematigd federalistisch via Vlaams autonomistisch tot Groot-Nederlands, en democratisch tot autoritair en antiparlementair. Staf Declercq had de moeilijke taak deze uiteenlopende groepen bijeen te brengen en bij elkaar te houden. Daarbij schuwde hij machiavellistische tactieken niet.
Een vertegenwoordiger van de gematigde (anglofiele) groep was onder anderen Hendrik Elias, die tijdens zijn verblijf in Italië een afkeer had gekregen van het fascisme. De nationaalsocialist Reimond Tollenaere was dan weer een schoolvoorbeeld uit de radicale groep. Beide groepen konden naast elkaar bestaan, door het vrij autoritaire optreden van Declercq.
Tijdens de Tweede Wereldoorlog verzwakte de democratische groep, en konden de fascistoïde kenmerken van de partij zich volop ontwikkelen, tot het VNV evolueerde naar een fascistische collaboratiepartij, zij het met een monddood gemaakte democratische groep. Hierin kreeg het VNV af te rekenen met enkele kleine maar venijnige zweepgroeperingen, die op minder steun van de bevolking konden rekenen, maar des te meer van de radicale bezetter. De DeVlag en de Algemeene SS-Vlaanderen waren zeer zeker een kracht die het VNV verder in de collaboratie duwden door te wedijveren om de zegen van Hitler.
Reimond Tollenaere was de gedoodverfde opvolger van Declercq, tot Tollenaere overleed aan het oostfront. De op een aantal vlakken meer gematigde Hendrik Elias zou uiteindelijk in de voetsporen treden van de Leider. Toen Staf Declercq overleed versterkte Elias zijn autoritaire macht door de Raad van Leiding niet meer samen te roepen. "Het VNV werd nu in de praktijk geleid door één leider die zelfs geen poging meer ondernam om verantwoording af te leggen aan het collectieve leidingsorgaan dat bestond van bij de stichting van het VNV." (Bruno De Wever, "Greep naar de macht-Vlaams-nationalisme en Nieuwe Orde - Het VNV 1933-1945", 2007). Meer dan een machteloze rem in de maalstroom van het steeds fanatieker wordende oorlogstafereel was hij echter niet, maar toch probeerde Elias in de mate van het mogelijke de niet-genazificeerde Militärverwaltung te steunen, al was die niet zo welwillend t.o.v. het VNV. Zo werd, zeker na bericht uit Berlijn het Groot-Nederlandse streven al vroeg in de oorlog verboden, wat ertoe leidde dat enkele groepjes van Nederland Eén! in het verzet gingen (net zoals dat met sommige Verdinaso-leden ook het geval was). Deze Militärverwaltung van Alexander von Falkenhausen en Eggert Reeder was zelfs uitgesproken belgicistisch in zijn aanpak, maar Elias verkoos deze bedachtzame collaboratie boven een met de SS van Himmler.
Toch bleef het VNV bestaan en hoewel het in de loop van de oorlog steeds op minder sympathie van de gewone man kon rekenen, stapte het steeds verder de collaboratie in. Tot op het einde het VNV uitgeschakeld werd doordat Jef Van de Wiele van de DeVlag - allen waren inmiddels naar Duitsland gevlucht voor de oprukkende geallieerden - als landsleider benoemd werd, en Vlaanderen benoemd werd als deel van het Duitse Rijk. Elias werd uitgenodigd om in de Vlaamse Landsleiding te zetelen, maar weigerde, wat hem zijn vrijheid kostte. Veel zou het niet uitgemaakt hebben, want intussen was België bevrijd door de geallieerden.
Van de partijleiding werd enkel Theo Brouns daadwerkelijk geëxecuteerd voor zijn aandeel in de contraterreur.

## Personen
| Hendrik Borginon | Ward Hermans          | Jan Timmermans        |
| August Borms     | Magda Haegens         | Reimond Tollenaere    |
| Theo Brouns      | Edgar Lehembre        | Amedee Verbruggen     |
| Staf Declercq    | Jeroom Leuridan       | Ernest Van den Berghe |
| Frans Daels      | Herman van Puymbrouck | Odile Van den Berghe  |
| Edgard Delvo     | Joannes Seghers       | Hilaire Gravez        |
| Hendrik Elias    | Reimond Speleers      | Jetje Claessens       |
| Gérard De Paep   | Bert Peleman          | Gérard Romsée         |